# Spilornis
Spilornis es un género de aves accipitriformes de la familia Accipitridae propias del Sudeste asiático y la Wallacea.

## Especies
Se conocen siete especies de Spilornis:
| Especie                 | Nombre común              | Descriptor     |
| ----------------------- | ------------------------- | -------------- |
| Spilornis cheela        | águila culebrera chiíla   | Latham, 1790   |
| Spilornis minimus       | culebrera de Nicobar      | Hume, 1873     |
| Spilornis klossi        | culebrera de Gran Nicobar | Richmond, 1902 |
| Spilornis kinabaluensis | culebrera Kinabalu        | Sclater, 1919  |
| Spilornis rufipectus    | culebrera de Célebes      | Gould, 1858    |
| Spilornis holospilus    | culebrera filipina        | Vigors, 1831   |
| Spilornis elgini        | culebrera de Adaman       | Blyth, 1863    |